# Gabriel Marie de Riccé
Gabriel Marie, vicomte de Riccé, né à Bâgé-la-Ville (Bresse, auj. dans l'Ain) le 12 juillet 1758, mort à Buzançais (Indre) le 29 novembre 1832, est un général et homme politique français de la Révolution et de l’Empire.

## Biographie
Après une carrière militaire qui le mène des champs de bataille de la guerre d'indépendance des États-Unis à l'inspection des remontes sous le Premier Empire, le général de Riccé entre dans l'administration, et est nommé préfet de l'Orne le 21 avril 1814, par le comte d'Artois, lieutenant général du Royaume.
Destitué aux Cent-Jours, il est réintégré le 14 juillet 1815, puis appelé à la préfecture de la Meuse le 6 août 1817, et le 24 février 1819 à celle du Loiret.
Admis à la retraite, comme préfet, le 22 mai 1830, il se présente à la députation le 19 juillet suivant, et est élu, par le grand collège du département qu'il a administré, avec 162 voix (310 votants).
Il adhère au gouvernement de Louis-Philippe Ier qui le réintègre dans l'administration comme préfet du Loiret le 6 août 1830, est remplacé, comme député le 28 octobre 1830, par M. de la Rochefoucauld, et meurt à Buzançais en 1832, officier de la Légion d'honneur.

## Récapitulatif

### État de service[2]
- 20 mai 1784 : Mestre de camp ;
- 17 mars 1788 : colonel
- 1er août 1791 : Adjudant-général ;
- 13 janvier 1792 : Maréchal de camp ;
- 1er février 1792 au 16 août 1792 : Affecté à l'armée du Centre (déserte avec La Fayette)
- 26 août 1804 : réintégré dans son garde et en réforme.
- 13 octobre 1804 : Admis en retraite.
- 9 mai 1811 au 3 juin 1812 : Inspecteur des remontes dans les 1re, 14e, 15e, 21e et 22e divisions militaires.

### Décorations
| Officier de la Légion d'Honneur | Chevalier de Saint-Louis |

- Officier de la Légion d'honneur[3] ;
- Chevalier de Saint-Louis (27 février 1790)[2] ;